# Diddy Kong
Diddy Kong es un personaje ficticio en las dos franquicias: Donkey Kong y Mario. Posee color rojo en su gorra y playera roja con estrellas amarillas. Al contrario de su tío Donkey Kong, quien es un Kong gorila, Diddy es de hecho un Kong mono araña. La variante en tamaño hace diferencia entre los dos, en los juegos en los que aparecen juntos.

## Orígenes: 1994-1997
Creado por Rare Ltd, apareció por primera vez en 1994 en la consola Super Nintendo en el juego Donkey Kong Country como el cómplice y sobrino de Donkey Kong. Diddy admiraba a su amigo Donkey Kong y quería ser un héroe de videojuegos justo como él. DK lo puso a cargo de vigilar su reserva de plátanos por la noche. Sin embargo, DK no se esperaba un arribo por parte de la tripulación de Kremlings de King K. Rool. La reserva de plátanos fue robada y encerraron a Diddy dentro de un barril, por lo que DK rescata a Diddy (al comienzo del juego) y ambos comienzan su aventura a través de la isla DK para recuperarla. La segunda aparición de Diddy fue en el juego de Game Boy llamado Donkey Kong Land. En este juego, Cranky Kong les hizo un reto a DK y a Diddy; que no podrían recuperar la reserva en una consola de 8-bits, así que de nuevo van a recuperarla.
No fue hasta Donkey Kong Country 2: Diddy's Kong Quest en 1995 en donde Diddy Kong entraba en el rol de protagonista. Con DK siendo secuestrado por King K. Rool (aquí llamado Kaptain K. Rool) y llevado al castillo Kremling en la Isla Cocodrilo, Diddy fue con su novia Dixie Kong para tener a su amigo de vuelta. Para este juego, la apariencia de Diddy fue mejorada un poco. Obtuvo una marca de una estrella para su playera, pelo mejorado, y hasta ombligo. Al final del juego, Diddy finalmente se hace un héroe de videojuegos. Un "seguimiento" fue lanzado en septiembre de 1996 para el Game Boy llamado Donkey Kong Land 2. Caracterizaba a duras penas la misma trama que DKC2.
Cuando vino Donkey Kong Country 3: Dixie Kong's Double Trouble! dos meses más tarde, Diddy no fue jugable desde el principio. En lugar de eso, la historia se resolvía en que él y DK habían desaparecido en un descanso en el "Kremisferio" del Norte. Mientras tanto, un ejército de Kremlings había aparecido en el área bajo el comando de un nuevo líder; el cyborg KAOS. Dixie y su primo Kiddy Kong fueron en una misión para encontrarlos. Todo resulta que K. Rool estaba manipulando cosas detrás de escenas bajo el nombre de Baron K. Rooleinstein, con KAOS alimentándose del poder cerebral de Diddy y DK (los dos estaban dentro del monstruo mecánico). En Donkey Kong Land 3 de 1997, Diddy nunca apareció, a pesar de que era parte de la trama. El Diddy y DK fueron a una parte nunca antes vista del Kremisferio del Norte en un concurso para encontrar el mítico Mundo Perdido. Dixie, furiosa de que no fue invitada a ir, decide unir fuerzas con Kiddy para encontrarlo por ella misma. Por supuesto, K. Rool y los Kremlings están involucrados, y aunque KAOS apareció de nuevo, no estaba controlado por Diddy o DK (puede que hayan sido dos Kremlings que hayan aceptado el trabajo).

## 1997-2000
Dos meses después, Diddy hizo su aparición en el Nintendo 64 y tuvo su primer rol protagónico sin cualquier otro de los "Kongs" involucrados. Diddy Kong Racing tomó el género de las carreras de karts en una nueva dirección con go-karts, aviones y "hovercrafts" como vehículos disponibles. Incluso aún más remarcablemente, Diddy Kong Racing no éra solo un videojuego de carreras como Mario Kart, sino que era una "aventura de carreras", una mezcla entre Mario Kart y Super Mario 64. Diddy Kong Racing fue el primer juego publicado por el propio Rare Ltd., y marcó la primera apariencia de personajes como Banjo (quien sería el protagonista de las series Banjo-Kazooie), Tiptup y Conker (de Conker's Bad Fur Day y Conker: Live & Reloaded). La trama se resuelve alrededor de un genio intergaláctico llamado Wizpig tratando de tomar control de la Isla de Timber, vecina a la de DK. El amigo de infancia de Diddy, Timber, le manda una carta para que le ayude a liberar la isla, y el responde el llamado en secreto mientras los padres de Timber están visitando a su propia familia. Diddy Kong Racing rompió récords cuando fue lanzado por primera vez, por tener el mayor número de pre-órdenes que cualquier videojuego hasta la fecha. El juego incluso tenía una única promoción en la que los jugadores recibían un juguete de Diddy Kong cuando compraban el juego. Más tarde el juguete fue vendido en las tiendas.
Dos años después apareció en Donkey Kong 64; inicialmente fue encarcelado por K. Rool, pero una vez rescatado se hace jugable. Uniendo fuerzas con DK, Tiny Kong (la hermana pequeña de Dixie Kong), Chunky Kong (hermano mayor de Kiddy Kong) y Lanky Kong, juntos fueron para detener a K. Rool de destruir la isla DK con su isla cocodrilo mecánica y el láser "Blast O'Matic". A diferencia de los juegos de DKC, este era una aventura completamente en 3-D al estilo de Banjo Kazooie, y fue el primer juego de N64 en necesitar el Expansion Pak para poder jugar.
Una adaptación de Donkey Kong Country vino un año más tarde para el Game Boy Color. Incluía nuevas características, como la conectividad con el Game Boy Printer, minijuegos adicionales y un nivel completamente nuevo en las "Chimp Caverns" llamado "Necky's Nutmare". Aun cuando tenía la misma trama que el DKC original del SNES, algunos discuten que esta podía ser una aventura totalmente nueva situada un año después de Donkey Kong 64. Después del DKC de GBC, Diddy Kong ha salido de la mira de los videojuegos, sin aparecer por cerca de tres años.

## 2003-Actualidad
Diddy regresó en el 2003 con una adaptación de Donkey Kong Country para el Game Boy Advance, el cual fue la misma trama que su original aventura junto con Donkey Kong. Caracterizaba nuevos mapas y nuevos modos de juego como el "DK Attack" (Ataque DK) y modo Héroe (Hero Mode) donde se tenía que terminar el juego con solo.
La primera aparición de Diddy en un juego de Mario fue en Mario Golf: Toadstool Tour. Esta también fue la primera vez que apareció en un juego no hecho por Rare Ltd (la compañía fue vendida a Microsoft en el 2002). Su aparición en este y en más frecuentes juegos no-Rare Ltd le dieron 5 dedos en lugar de sólo 4, como lo era antes. Mientras que esto concierne en un problema en el que la mayoría de los personajes tienen 4 dedos en la cultura japonesa (Yakuza son conocidos por cortarse los dedos, y por esta razón un personaje de cuatro dedos puede verse como un gánster), una explicación popular menciona que Diddy pudo haber comprado aparatos prostéticos en guantes y pies en su primera visita al Mushroom Kingdom (Reino Champiñón) para mejorar su juego del golf.
Más tarde en ese año apareció en un juego de Macromedia Shockwave llamado Donkey Kong Country Barrel Maze que estuvo disponible en el sitio web Candystand. También entró en otro juego de carreras de karts, Mario Kart: Double Dash!!, donde corrió al lado de Donkey Kong y tiraba plátanos gigantes.
En el 2004, el primer juego de Donkey Kong no-Rare Ltd. con personajes basados en DKC-styled fue lanzado. Donkey Konga de Namco fue un juego de música del GameCube que era empaquetado con controles Bongo DK. Se usaba para mantener el ritmo con canciones famosas (así como también de música de videojuegos de Nintendo). Diddy aparecía junto con Donkey Kong y otros personajes de la franquicia de DKC. Él también aparecería ese año en Mario Power Tennis, donde tenía una "mochila-jet" con la que podía volar a través de la cancha, y en una adaptación para el Game Boy Advance de Donkey Kong Country 2 que tenía nuevos minijuegos, entre más cosas.
En el 2005 se vio la secuela de Donkey Konga, Donkey Konga 2, donde de nuevo permaneció como el personaje controlado por el segundo jugador con bongos. Fue después un subcapitán de equipo en Mario Superstar Baseball (su mayor rol en un juego de Mario), tuvo un prominente rol en DK King of Swing, y haría una breve aparición en la adaptación de Donkey Kong Country 3 para el Game Boy Advance.
Se desarrolló un "remake" de Diddy Kong Racing llamado Diddy Kong Racing DS para el Nintendo DS, basado casi completamente en el anterior. Diddy también será jugable en DK-King of Swing DS, Mario Hoops 3-on-3 para Nintendo DS y DK Barrel Blast para Wii. 
También participa en el nuevo juego para Wii, Mario Strikers Charged, la secuela del primer Super Mario Strikers, como uno de los capitanes del juego, en el que la música y la pose de su super tiro son relacionados con la India y sus dioses simios.
A fecha del 22 de agosto de 2007 se anunció la aparición de Diddy Kong en el videojuego Super Smash Bros. Brawl, para Wii.
El 20 de diciembre de 2010 vuelve a aparecer junto con Donkey Kong en el nuevo juego para Wii llamado Donkey Kong Country Returns, teniendo la opción de jugar como él por aparte. Este juego sería como la continuación o remake del juego Donkey Kong Country para SNES.
Él vuelve a aparecer en Super Smash Bros.4 y en Super Smash Bros. Ultimate como personaje desbloqueable.

## Verso del Rap DK (Inglés)
He's back again, and about time too,
'Cuz this time, he's in the mood.
He can fly real high with his jetpack on,
with his pistols out, he's one tough Kong!
He'll make you smile when he play's his tune,
but Kremlings, beware, 'cuz he's after you!
Verso al español:

Esta de vuelta de nuevo, y justo a tiempo también
'Porque esta vez, está de ánimo.
Él puede volar realmente alto con su jetpack puesto,
con sus pistolas fuera, él es un Kong fuerte!
El te hará sonreír cuando toca su tonada
¡pero cuidado Kremlings, que está detrás de ustedes!.

## En otros medios
- Diddy Kong apareció también en la El país de Donkey Kong, con la voz de Andrew Sabiston.
- Fue también brevemente mencionado en un Teen Girl Squad en la fiesta del "Ugly One" (aquel feo). Ella decía: "Let's get it on like Diddy Kong".

- Datos: Q10904385